# Capelleta de carrer neogòtica (Calella)
La capelleta de carrer neogòtica és una obra del municipi de Calella (Maresme) inclosa en l'Inventari del Patrimoni Arquitectònic de Catalunya. Està situada a l'edifici conegut com a Can Quadras.

## Descripció
Capelleta de carrer neogòtica amb la imatge de Sant Josep i el nen Jesús. Probablement l'actual escultura no correspon a la capelleta, ja que el conjunt queda desproporcionat. La capelleta es troba en un edifici de mitjans del s.XIX, decorat amb elements historicistes. La mènsula de la capelleta respon al neogòtic més afí al modernisme, degut principalment a la barreja d'elements simbòlics: la senyera i les armes de l'escut de la Corona d'Aragó. Cal destacar també el disseny del drac en ferro forjat a la part superior, que servia de corriola i fanalet.